# Песочники
Песо́чники (лат. Calidris) — род птиц семейства бекасовых, мелких и среднего размера куликов с характерным внешним видом и особенностями поведения. Питаются преимущественно беспозвоночными, которых либо зондируют клювом в слое растительности, либо обнаруживают визуально на поверхности воды или суши. К добыванию планктона в воде не приспособлены.

## Морфология
Песочники — наиболее типичные представители подсемейства Calidrinae, которое объединяет небольшого размера куликов с ногами, клювом и шеей средней длины. Наиболее мелким видом считается песочник-крошка, его длина составляет 10—12 см, размах крыльев 32—35 см, масса 16—25 г. Самый крупный песочник — большой, с длиной 25—28 см, размахом крыльев 60—67 см и массой 140—200 г. Клюв тонкий, относительно короткий, прямой либо слегка загнутый в вершинной части книзу — последнее, в частности, характерно для краснозобика и чернозобика. Кончик клюва, как правило, несколько расширен и имеет ячейки, внутри которых находятся многочисленные так называемые тельца Хербста — нервные рецепторы, благодаря которым птицы ощущают вибрацию беспозвоночных под слоем мха и лишайников. Крылья узкие и заострённые, часто со светлой продольной полосой посередине по всему крылу. Хвост имеет слегка клиновидную форму; у чётырёх видов надхвостье полностью белое, у остальных — белое по бокам. Ноги невысокие; задний палец хорошо развит у всех видов, за исключением песчанки, у которой он отсутствует. В отличие от камнешарок, зуйков, северных ржанок и вальдшнепов ноги в полёте не выступают за обрез хвоста.
У большинства видов самка несколько крупнее самца и часто обладает более длинным клювом. Исключения — дутыш и острохвостый песочник, самцы которых более крупные. Самцы и самки окрашены одинаково, лишь у краснозобика, песчанки и дутыша имеются слабые различия, выраженные в интенсивности определённых тонов или размерах участка оперения, занятого определённым рисунком. Для обоих полов всех песочников характерен сезонный морфизм окраски: осенью и зимой в оперении преобладают серовато-бурые тона верхней части тела и беловатый низ. У дутыша окрас оперения зимой и летом почти не меняется. В весеннем брачном наряде кулики выглядят более ярко и пёстро, особенным разнообразием выделяется нижняя сторона тела.

## Гнездовой ареал и места обитания
Более 95 % всех песочников, совокупная численность которых оценивается в более чем 15 млн птиц, гнездится на крайнем севере в условиях арктического и субарктического климата — на побережьях Северного Ледовитого океана, в различных подзонах тундры и арктических пустынях. Лишь один вид — длиннопалый песочник — никак не связан с Арктикой, его основные биотопы — горная тундра и заболоченные долины горных рек в таёжной зоне Сибири. Ареал ещё трёх видов — большого песочника, песочника-крошки и чернозобика также в значительной степени не связан с крайним севером. Большой песочник гнездится в горных тундрах Восточной Сибири и Дальнего Востока. Песочник-крошка помимо арктических прибрежных тундр обитает в тундроподобных горных ландшафтах, в заболоченных таёжных ельниках, а также на песчаных пляжах пологих островов. Места обитания чернозобика в основном связаны с типичными (моховыми и лишайниковыми) тундрами Евразии и Северной Америки, но местами он встречается значительно южнее — на побережьях Балтийского моря, в Шотландии, на Сахалине, Курильских островах и Камчатке. Морской, берингийский и белохвостый песочники местами гнездятся в условиях горной тундры на юге Скандинавии или на Алеутских островах, однако всё же их основные районы обитания расположены в Заполярье и Приполярье.
Из 20 видов (включая лопатня и ходулочникового песочника) только 3 (песочник-крошка, бонапартов и ходулочниковый песочники) не представлены на территории России (а также, в Евразии в целом), 5 (песочник-красношейка, краснозобик, лопатень, большой и острохвостый песочники) являются её гнездовыми эндемиками. Ещё 3 вида (кулик-воробей, белохвостый и длиннопалый песочники) также в подавляющем большинстве (более 90 %) гнездятся на территории России. Следующим по значимости регионом считается Аляска, на которой представлены 12 видов. На этом полуострове гнездится 87 % всех берингийских и 84 % перепончатопалых песочников. В Канаде обитают 10 видов (бонапартов песочник — 98 %, ходулочниковый — 87 %, малый — 85 % всей популяции). Гренландия представлена шестью видами, Норвегия — пятью, Финляндия — четырьмя, Швеция — тремя, Исландия — двумя видами.

## Систематика
Систематика песочников, как и семейства бекасовых в целом, достаточно противоречива. Традиционно в совокупности рассматривают несколько групп близкородственных птиц, получивших общее название Calidrids. Этим группам, образованным в соответствии с размерами и морфо-экологическими особенностями и получившим названия Erolia, Heteropygia, Pisobia, Ereunetes, Crocetia и др, в различных таксономических системах присваивают ранг подрода в составе Calidris либо самостоятельного рода. Кроме того, по мнению ряда авторов, к песочникам следует отнести и некоторые другие роды бекасов, произошедшие от различных групп видов из рода Calidris. В более широком смысле песочниками также называют подсемейство Calidrinae, куда помимо типового рода Calidris также включены роды Aphriza, Eurynorhynchus, Micropalama, Limicola, Tryngites и Philomachus. 
Ближайшими родственниками Calidrids считаются два вида камнешарок (Arenaria). В случае, если бы первые рассматривались в качестве составной части триб Calidriini и/или Arenariini, либо подсемейства Eroliinae, то вторых так же можно было отнести к песочникам. В местечке Edson Beds в американском штате Канзас была найдена ископаемая нижняя часть цевки, принадлежавшая птице, по-видимому близкородственной к дутышу, но в то же время имеющая некоторые признаки, характерные для камнешарок. Возраст находки оценивается в 3—4 млн лет. В зависимости от того, являются ли эти признаки апоморфными либо плезиоморфными, доисторическая птица может быть прямым предком либо одной, либо другой группы. Кроме того, она вообще может не иметь прямых родственных связей ни с теми, ни с другими, тем более что согласно различным находкам представители песочников обитали и в более древние времена.
В ранних исследованиях были хорошо изучены внутривидовые связи в группе песочников. Несколько видов, ранее принадлежащих к монотипичным родам, были объединены в обширный род Calidris: в частности, это относится к бурунному кулику (до этого Aphriza virgata) и ходулочниковому песочнику (Micropalama himantopus). Однако полученный результат всё равно не полностью удовлетворил систематиков. Было предложено выделить песчанку (единственный вид песочников, у которого редуцирован задний палец) в отдельный монотипичный род Crocethia, а другие мелкие виды — в род Erolia. С другой стороны, было предложено включить монотипичные роды Aphriza, Limicola и Eurynorhynchus в состав Calidris.
Всестороннее исследование, проведённое в 2004 году группой учёных из Университета Бата на основе изучения нуклеотидной последовательности, подтвердило, что расширенный род Calidris является единой парафилетической группой (или полифилетической, если рассматривать всех песочников в широком смысле), однако не смогло выяснить систематическое положение некоторых экзотических видов, таких как краснозобика. Вдобавок известно, что в процессе эволюции различные виды песочников были способны скрещиваться между собой и давать способное к размножению потомство. По этой причине выводы, сделанные лишь на изучении мтДНК, не могут считаться удовлетворительными.
Международный союз орнитологов относит к роду 24 вида:
- - Большой песочник (Calidris tenuirostris)
  - Исландский песочник (Calidris canutus)
  - Бурунный кулик (Calidris virgata)
  - Турухтан (Calidris pugnax)
  - Грязовик (Calidris falcinellus)
  - Острохвостый песочник (Calidris acuminata)
  - Ходулочниковый песочник (Calidris himantopus)
  - Краснозобик (Calidris ferruginea)
  - Белохвостый песочник (Calidris temminckii)
  - Длиннопалый песочник (Calidris subminuta)
  - Песочник-красношейка (Calidris ruficollis)
  - Лопатень (Calidris pygmaea)
  - Calidris subruficollis — Канадский песочник, или желтозобик
  - Песчанка (Calidris alba)
  - Чернозобик (Calidris alpina)
  - Морской песочник (Calidris maritima)
  - Берингийский песочник (Calidris ptilocnemis)
  - Бэрдов песочник (Calidris bairdii)
  - Кулик-воробей (Calidris minuta)
  - Песочник-крошка (Calidris minutilla)
  - Бонапартов песочник (Calidris fuscicollis)
  - Дутыш (Calidris melanotos)
  - Перепончатопалый песочник (Calidris mauri)
  - Малый песочник (Calidris pusilla)